# Đạ Đờn
Đạ Đờn là một xã thuộc huyện Lâm Hà, tỉnh Lâm Đồng, Việt Nam.

## Địa lý
Xã Đạ Đờn có diện tích 65,07 km², dân số năm 2022 là 15.122 người, mật độ dân số đạt 232 người/km².

## Hành chính
Xã Đạ Đờn được chia thành 11 thôn: An Phước, Đa Nung A, Đa Nung B, Đa R Kỗh, Đa Ty, Đam Pao, Liên Kết, R'Lơm, Tân Lâm, Tân Tiến, Yên Thành.

## Lịch sử
Ngày 24 tháng 10 năm 1987, Hội đồng Bộ trưởng ban hành Quyết định số 157-HĐBT về việc chuyển xã Đạ Đờn thuộc huyện Đức Trọng về huyện Lâm Hà mới thành lập quản lý.
Ngày 11 tháng 12 năm 2015, HĐND tỉnh Lâm Đồng ban hành Nghị quyết số 151/2015/NQ-HĐND về việc thành lập thôn Liên Kết trên cơ sở một phần của thôn R'Lơm.